# Bahnstrecke Barcelona–Cerbère
| Renfe-Regionalverkehrstriebzug im französischen Grenzbahnhof Cerbère |                                    |                                                                   |                                                                   |
| |                                    |                                                                   |                                                                   |
| Streckennummer: | 270                                |                                                                   |                                                                   |
| Kursbuchstrecke: | , bis Maçanet-Massanes und ab dort |                                                                   |                                                                   |
| Streckenlänge: | 162 km                             |                                                                   |                                                                   |
| Spurweite: | 1668 mm (Iberische Spur)           |                                                                   |                                                                   |
| Stromsystem: | 3000 V =                           |                                                                   |                                                                   |
| Streckengeschwindigkeit: | 160 km/h                           |                                                                   |                                                                   |
| Zugbeeinflussung: | ASFA, ETCS Level 1                 |                                                                   |                                                                   |
| Zweigleisigkeit: | Barcelona–Portbou                  |                                                                   |                                                                   |
| |                                    |                                                                   |                                                                   |
| Ein Dreischienengleis | mit Regelspur: Girona–Vilamalla    |                                                                   |                                                                   |
| \| \| \| von El Clot-Aragó \| \| \| \| \| nach Maçanet-Mass. über Mataró \| \| \| \| \| Sant Andreu Comtal \| \| \| \| \| nach Montcada-Bifurcació \| \| \| \| \| Montcada i Reixac \| \| \| \| \| La Llagosta \| \| \| \| \| nach Castellbisbal/El Papiol, von dort \| \| \| \| \| Mollet – Sant Fost \| \| \| \| \| Montmeló \| \| \| \| \| \| \| \| \| \| LOF (Línia Orbital Ferroviària, geplant) von Vilanova i la Geltrú \| \| \| \| \| \| \| \| \| \| Granollers Centre Linienende \| \| \| \| \| LOF (s. o.) nach Matarò \| \| \| \| \| Les Franqueses – Granollers Nord \| \| \| \| \| ursprünglich nach Ripoll, heute \| \| \| \| \| Cardedeu \| \| \| \| \| Llinars del Vallès \| \| \| \| \| Schnellfahrstrecke Madrid–Figueres \| \| \| \| \| Palautordera \| \| \| \| \| Sant Celoni \| \| \| \| \| Gualba \| \| \| \| \| Riells i Viabrea – Breda \| \| \| \| \| Hostalric \| \| \| \| \| von Barcelona über Matarò \| \| \| \| \| Schnellfahrstrecke Madrid–Figueres \| \| \| \| \| Maçanet-Massanes Li.-ende \| \| \| \| \| Schnellfahrstrecke Madrid–Figueres \| \| \| \| \| Sils \| \| \| \| \| Caldes de Malavella \| \| \| \| \| Riudellots \| \| \| \| \| Fornells de la Selva \| \| \| \| \| Girona [Anm. 1][1] \| \| \| \| \| Onyar \| \| \| \| \| Celrà \| \| \| \| \| Bordils-Juià \| \| \| \| \| Flaçà \| \| \| \| \| Ter \| \| \| \| \| Sant Jordi Desvalls \| \| \| \| \| Camallera \| \| \| \| \| Fluvià \| \| \| \| \| Sant Miquel de Fluvià \| \| \| \| \| Tonyà \| \| \| \| \| Vilamalla \| \| \| \| \| nach Figueres-Vilafant \| \| \| \| \| Figueres \| \| \| \| \| la Muga \| \| \| \| \| Peralada \| \| \| \| \| Vilajuïga \| \| \| \| \| Llançà \| \| \| \| \| Platja de Garbet \| \| \| \| \| Colera \| \| \| \| 166,4510,7 \| Portbou / Mercancías[Anm. 2] \| Portbou / Mercancías[Anm. 2] \| \| \| \| \| \| \| \| \| Tunnel Balitres (1.064 m) \| \| \| \| \| Staatsgrenze Spanien-Frankreich \| \| \| \| \| \| \| \| \| \| Ribéral \| \| \| \| \| \| \| \| \| 508,8 \| Cerbère / Marchandises \| Cerbère / Marchandises \| \| \| \| Normalspur unter 1500 V = \| \| \| \| \| nach Narbonne \| \| |                                    |                                                                   |                                                                   |
| Tunnelende |                                    | von El Clot-Aragó                                                 | von El Clot-Aragó                                                 |
| Abzweig geradeaus und nach rechts |                                    | nach Maçanet-Mass. über Mataró                                    | nach Maçanet-Mass. über Mataró                                    |
| Bahnhof |                                    | Sant Andreu Comtal                                                | Sant Andreu Comtal                                                |
| Abzweig geradeaus und nach links |                                    | nach Montcada-Bifurcació                                          | nach Montcada-Bifurcació                                          |
| Haltepunkt / Haltestelle |                                    | Montcada i Reixac                                                 | Montcada i Reixac                                                 |
| Haltepunkt / Haltestelle |                                    | La Llagosta                                                       | La Llagosta                                                       |
| Abzweig geradeaus, nach links und von links |                                    | nach Castellbisbal/El Papiol, von dort                            | nach Castellbisbal/El Papiol, von dort                            |
| Haltepunkt / Haltestelle |                                    | Mollet – Sant Fost                                                | Mollet – Sant Fost                                                |
| Haltepunkt / Haltestelle |                                    | Montmeló                                                          | Montmeló                                                          |
| |                                    |                                                                   |                                                                   |
| Abzweig geradeaus und ehemals von links |                                    | LOF (Línia Orbital Ferroviària, geplant) von Vilanova i la Geltrú | LOF (Línia Orbital Ferroviària, geplant) von Vilanova i la Geltrú |
| |                                    |                                                                   |                                                                   |
| |                                    | Granollers Centre Linienende                                      |                                                                   |
| Strecke quer · Abzweig geradeaus und nach rechts |                                    | LOF (s. o.) nach Matarò                                           | LOF (s. o.) nach Matarò                                           |
| Haltepunkt / Haltestelle Streckenende |                                    | Les Franqueses – Granollers Nord                                  | Les Franqueses – Granollers Nord                                  |
| |                                    | ursprünglich nach Ripoll, heute                                   |                                                                   |
| Haltepunkt / Haltestelle |                                    | Cardedeu                                                          | Cardedeu                                                          |
| Haltepunkt / Haltestelle |                                    | Llinars del Vallès                                                | Llinars del Vallès                                                |
| Kreuzung |                                    | Schnellfahrstrecke Madrid–Figueres                                | Schnellfahrstrecke Madrid–Figueres                                |
| Haltepunkt / Haltestelle |                                    | Palautordera                                                      | Palautordera                                                      |
| Bahnhof |                                    | Sant Celoni                                                       | Sant Celoni                                                       |
| Haltepunkt / Haltestelle |                                    | Gualba                                                            | Gualba                                                            |
| Haltepunkt / Haltestelle |                                    | Riells i Viabrea – Breda                                          | Riells i Viabrea – Breda                                          |
| Haltepunkt / Haltestelle |                                    | Hostalric                                                         | Hostalric                                                         |
| Abzweig geradeaus und von rechts |                                    | von Barcelona über Matarò                                         | von Barcelona über Matarò                                         |
| Kreuzung |                                    | Schnellfahrstrecke Madrid–Figueres                                | Schnellfahrstrecke Madrid–Figueres                                |
| Bahnhof |                                    | Maçanet-Massanes Li.-ende                                         | Maçanet-Massanes Li.-ende                                         |
| Kreuzung |                                    | Schnellfahrstrecke Madrid–Figueres                                | Schnellfahrstrecke Madrid–Figueres                                |
| Haltepunkt / Haltestelle |                                    | Sils                                                              | Sils                                                              |
| Haltepunkt / Haltestelle |                                    | Caldes de Malavella                                               | Caldes de Malavella                                               |
| Haltepunkt / Haltestelle |                                    | Riudellots                                                        | Riudellots                                                        |
| Haltepunkt / Haltestelle |                                    | Fornells de la Selva                                              | Fornells de la Selva                                              |
| Bahnhof |                                    | Girona                                                            | Girona                                                            |
| Brücke über Wasserlauf |                                    | Onyar                                                             | Onyar                                                             |
| Haltepunkt / Haltestelle |                                    | Celrà                                                             | Celrà                                                             |
| Haltepunkt / Haltestelle |                                    | Bordils-Juià                                                      | Bordils-Juià                                                      |
| Haltepunkt / Haltestelle |                                    | Flaçà                                                             | Flaçà                                                             |
| Brücke über Wasserlauf |                                    | Ter                                                               | Ter                                                               |
| Haltepunkt / Haltestelle |                                    | Sant Jordi Desvalls                                               | Sant Jordi Desvalls                                               |
| Haltepunkt / Haltestelle |                                    | Camallera                                                         | Camallera                                                         |
| Brücke über Wasserlauf |                                    | Fluvià                                                            | Fluvià                                                            |
| Haltepunkt / Haltestelle |                                    | Sant Miquel de Fluvià                                             | Sant Miquel de Fluvià                                             |
| ehemaliger Haltepunkt / Haltestelle |                                    | Tonyà                                                             | Tonyà                                                             |
| Haltepunkt / Haltestelle |                                    | Vilamalla                                                         | Vilamalla                                                         |
| Abzweig geradeaus und nach links |                                    | nach Figueres-Vilafant                                            | nach Figueres-Vilafant                                            |
| Bahnhof |                                    | Figueres                                                          | Figueres                                                          |
| Brücke über Wasserlauf |                                    | la Muga                                                           | la Muga                                                           |
| ehemaliger Haltepunkt / Haltestelle |                                    | Peralada                                                          | Peralada                                                          |
| Haltepunkt / Haltestelle |                                    | Vilajuïga                                                         | Vilajuïga                                                         |
| Haltepunkt / Haltestelle |                                    | Llançà                                                            | Llançà                                                            |
| ehemaliger Haltepunkt / Haltestelle |                                    | Platja de Garbet                                                  | Platja de Garbet                                                  |
| Haltepunkt / Haltestelle |                                    | Colera                                                            | Colera                                                            |
| Kopfbahnhof Streckenanfang · Betriebs-/Güterbahnhof Streckenanfang | 166,4510,7                         | Portbou / Mercancías                                              | Portbou / Mercancías                                              |
| Abzweig geradeaus und von links |                                    |                                                                   |                                                                   |
| Tunnelanfang |                                    | Tunnel Balitres (1.064 m)                                         | Tunnel Balitres (1.064 m)                                         |
| Grenze |                                    | Staatsgrenze Spanien-Frankreich                                   | Staatsgrenze Spanien-Frankreich                                   |
| Tunnelende |                                    |                                                                   |                                                                   |
| Brücke über Wasserlauf |                                    | Ribéral                                                           | Ribéral                                                           |
| |                                    |                                                                   |                                                                   |
| Bahnhof Streckenende · Abzweig nach links und von links · Betriebs-/Güterbahnhof Streckenende und quer | 508,8                              | Cerbère / Marchandises                                            | Cerbère / Marchandises                                            |
| Verschwenkung nach links · Verschwenkung nach rechts |                                    | Normalspur unter 1500 V =                                         | Normalspur unter 1500 V =                                         |
| |                                    | nach Narbonne                                                     |                                                                   |

Die Bahnstrecke Barcelona–Cerbère ist eine elektrifizierte Hauptbahn zwischen der katalanischen Hauptstadt Barcelona in Spanien und dem südfranzösischen Grenzbahnhof Cerbère in den Ostpyrenäen. Die zweigleisige Eisenbahnstrecke ist 162 km lang und führt zumeist durch das Hinterland Kataloniens. Bis zur Inbetriebnahme der Schnellfahrstrecke Madrid–Figueres galt die Bahnlinie als eine der bedeutendsten Nord-Süd-Verbindungen in Europa.

## Geschichte
| Eröffnungsdatum    | Streckenabschnitt              |
| ------------------ | ------------------------------ |
| 22. Juli 1854      | Barcelona–Granollers           |
| 01. September 1860 | Granollers–Rambla Santa Coloma |
| 03. März 1862      | Rambla Santa Coloma–Girona     |
| 28. Oktober 1877   | Girona–Figueres                |
| 20. Januar 1878    | Figueres–Cerbère               |

Nachdem bereits im Jahre 1848 die erste Bahnstrecke Spaniens zwischen Barcelona und Mataró eröffnet worden war, begannen kurze Zeit später die Bauarbeiten für eine Hinterlandverbindung in Richtung französische Grenze. 1854 erfolgte die erste Teilinbetriebnahme nach Granollers, in weiteren Etappen wurde Anfang 1878 schließlich der französische Grenzort Cerbère erreicht, wo eine Verbindung zur, ebenfalls neuerbauten, Bahnstrecke aus Narbonne entstand. Zwischen den Grenzbahnhöfen Portbou (auf spanischer Seite) und Cerbère wurde der Balitres-Tunnel erbaut, in dem auch die Staatsgrenze verläuft. Durch die unterschiedlichen Spurweiten Spaniens und Frankreichs wurde im zweigleisigen Tunnel jeweils ein Gleis in iberischer Breitspur und eins in Regelspur errichtet. In Portbou und Cerbère entstanden umfangreiche Gleisanlagen, um u. a. das Umladen von Waren auf die Güterwagen der jeweils anderen Eisenbahn zu ermöglichen. Nach dem Zweiten Weltkrieg richtete das Unternehmen Transfesa im französischen Bahnhof Cerbère eine Umspuranlage für Güterwagen ein.
Bereits kurz nach ihrer durchgehenden Eröffnung erlangte die neue Verbindung große Bedeutung im europäischen Eisenbahnverkehr. Zahlreiche Tages- und Nachtzugverbindungen zwischen Nord- und Südeuropa entstanden. Weitere attraktive Verbindungen entstanden Ende der 1960er Jahre durch den Einsatz von selbsttätig umspurbaren Talgo-Reisezügen. Die Talgo-Spurwechselanlage befindet sich auf der Ostseite des Nordkopfes des Bahnhofs Portbou.
Auf spanischer Seite wurde die Bahnlinie im Jahre 1963 bis Portbou und 1964 bis Cerbère elektrifiziert. In Frankreich erfolgte die Elektrifizierung erst zu Beginn des Jahres 1982.
Durch den Neubau der Schnellfahrstrecke Madrid–Figueres im Dezember 2013 hat die Bedeutung der Strecke sowohl im Personen- als auch im Güterverkehr stark abgenommen. Personenfernverkehr findet nicht mehr statt. Die letzten Fernzüge waren das Talgozugpaar 460/463 Mare nostrum Lorca Sutullena – Montpellier Saint Roch und zurück und das Nachtzugpaar Costa Brava Madrid Chamartín – Cerbère sowie Portbou – Madrid Chamartín. Beide wurden nach 2012 bis Barcelona Sants zurückgezogen und im April 2015 vollständig eingestellt.
Um trotz der Verzögerungen beim Bau der Schnellfahrstrecke insbesondere im Raum Girona den durchgehenden Güterverkehr auf Regelspur bis Barcelona aufnehmen zu können, wurde das Richtungsgleis Barcelona–Portbou 2010 zwischen dem Güterbahnhof Girona und Viamalla in ein Dreischienengleis umgebaut. Das Verbindungsgleis zwischen den Bahnhöfen Viamalla und Figueres-Vilafant wurde ebenfalls dreischienig gebaut. Die Regelspur wurde von den Güterzügen befahren, die Breitspur von den Anschlusszügen Enlace internacional. Im Bahnhof Girona wurde eine regelspurige Kreuzungsmöglichkeit eingerichtet. Seit der Gesamtinbetriebnahme der Schnellfahrstrecke im April 2013 ist der Regelspurfahrweg ohne Planbetrieb, aber noch immer betriebsfähig.

## Bedienung
Zwischen Barcelona und Cerbère fahren sowohl Regional- als auch Regionalexpresszüge (Media distancia). Zwischen Barcelona und Maçanet-Massanes verkehrt außerdem die S-Bahnlinie R2 Nord der Rodalies de Catalunya. Von Perpignan und Narbonne kommend enden mehrere TER-Züge der SNCF am Tag im spanischen Portbou.
Die grenzüberschreitenden Regionalzüge endeten jahrzehntelang jeweils hinter der Staatsgrenze in Portbou oder Cerbère und fuhren anschließende als Leerfahrt in ihr Staatsgebiet zurück. Dieselbe Situation ist bis heute im Grenzabschnitt der Bahnstrecke Bordeaux–Irun anzutreffen. Seit Februar 2019 sind die bisherigen Leerfahrten zwischen beiden Ländern für den Personenverkehr freigegeben.

## Bilder

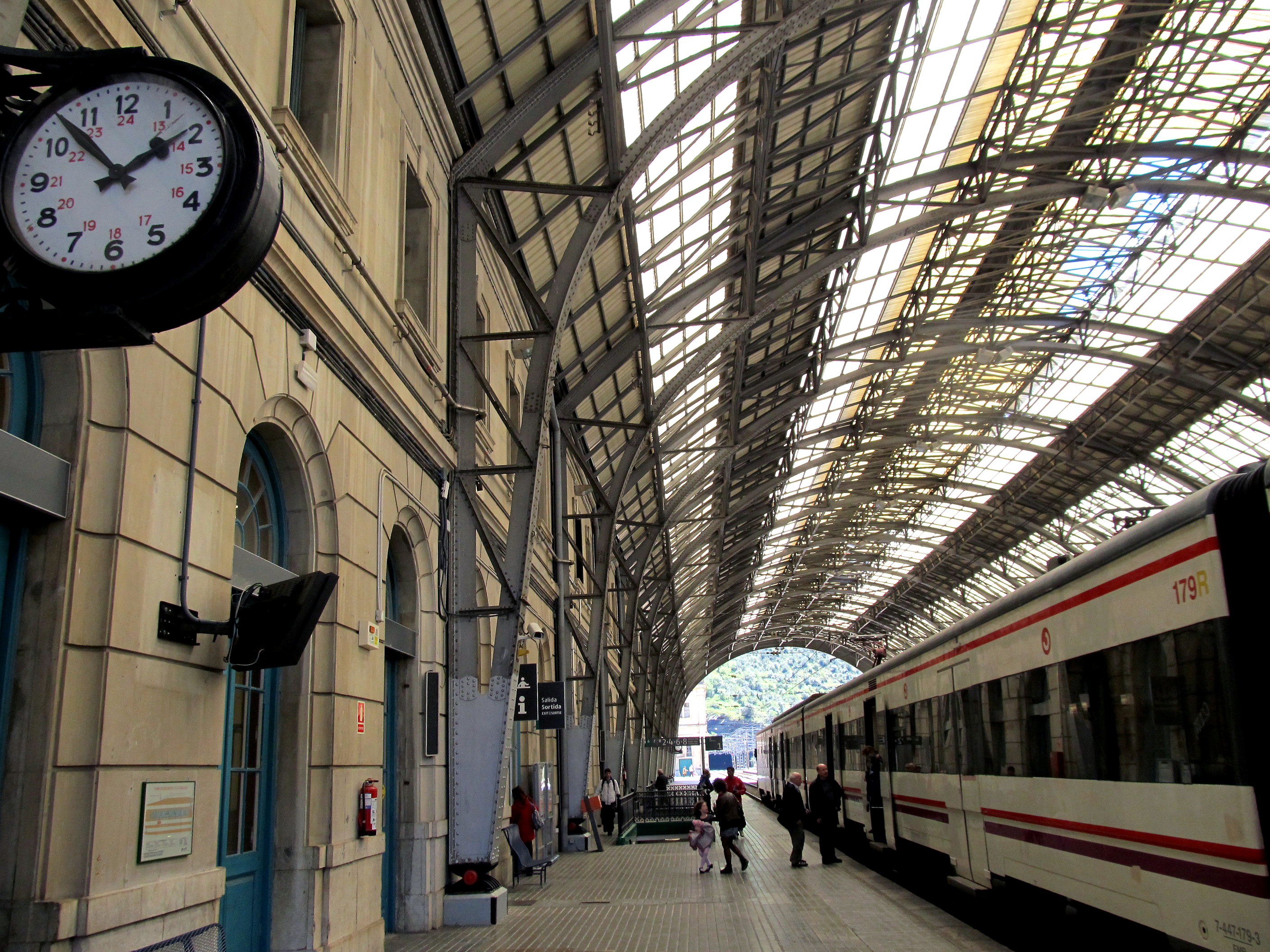
Bahnhof Portbou
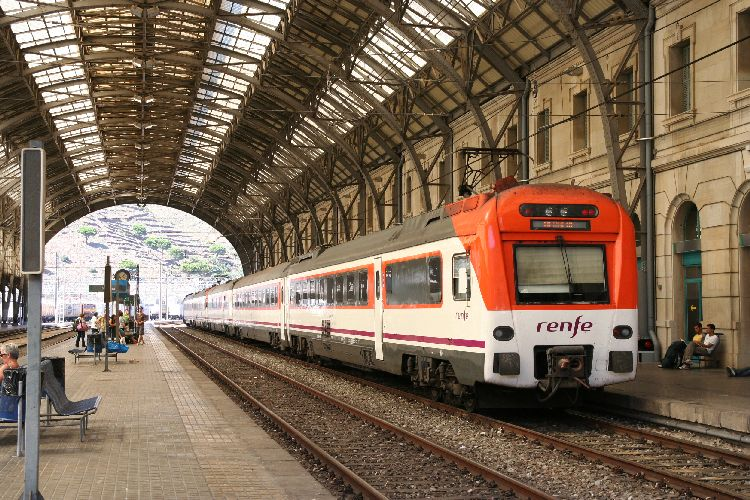
Triebzug der spanischen Baureihe 448 in der Bahnhofshalle von Portbou
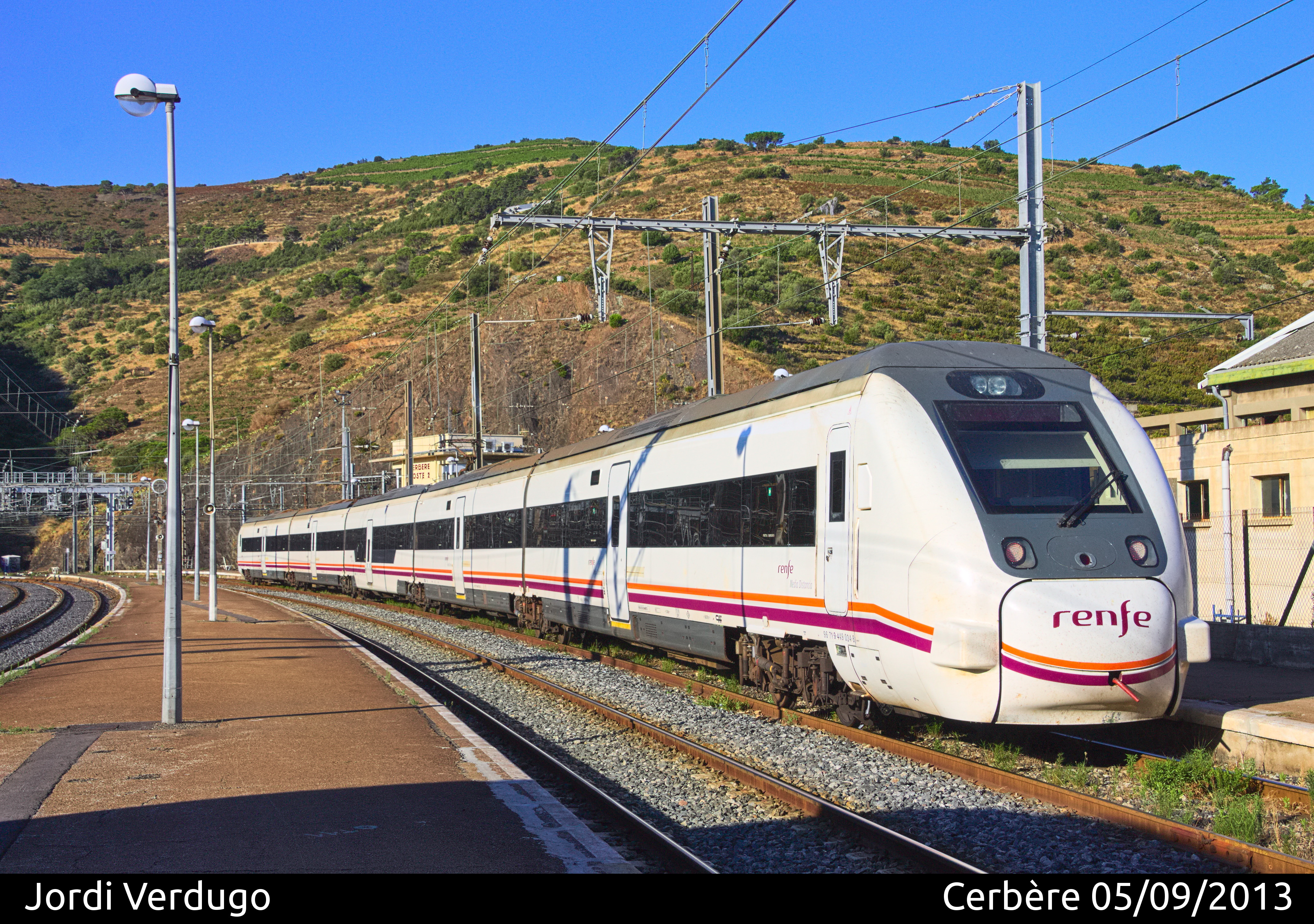
Eine Media-Distancia-Garnitur in Cerbère
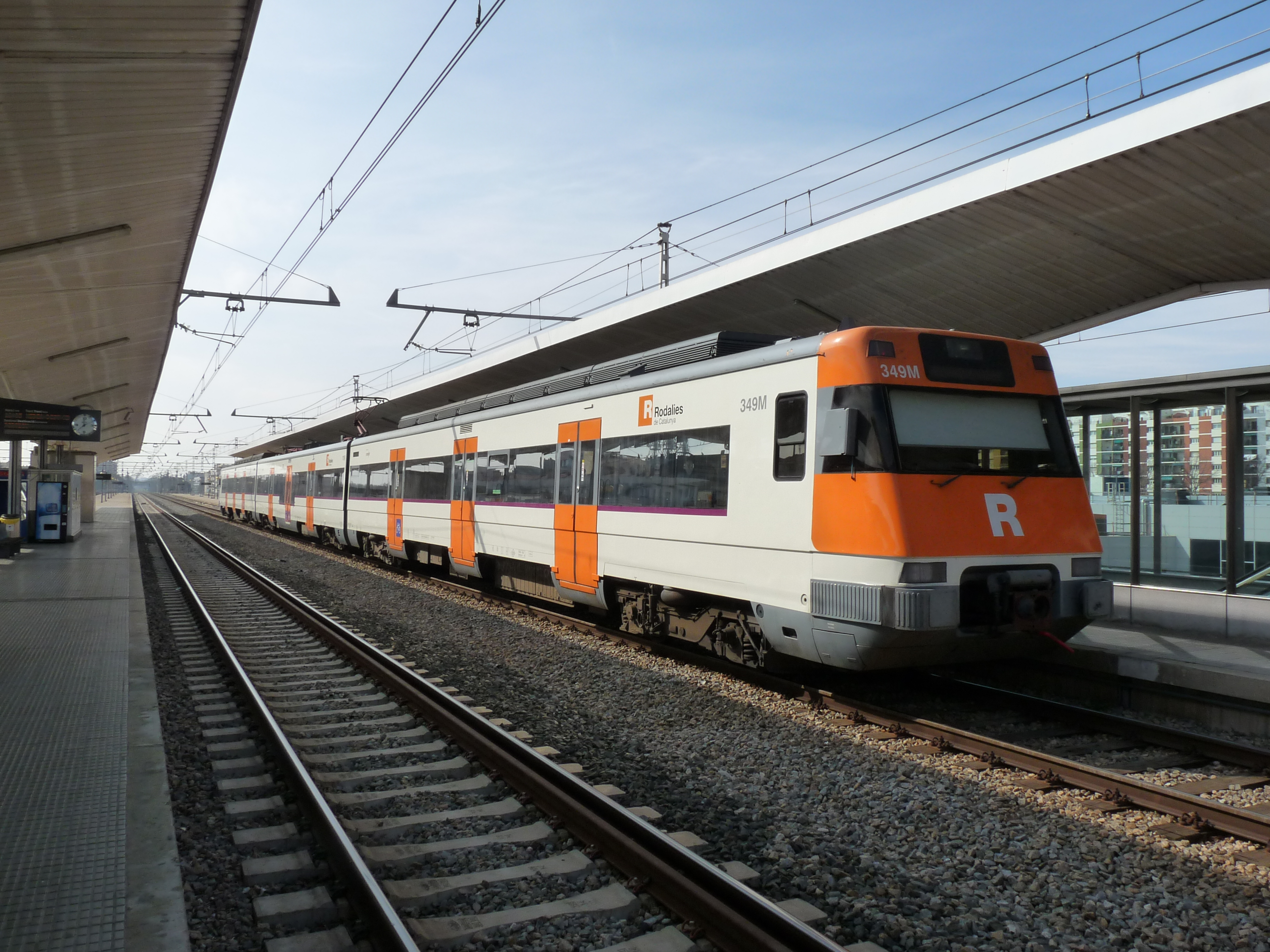
Ein Triebzug der spanischen Baureihe 446 im Bahnhof Girona
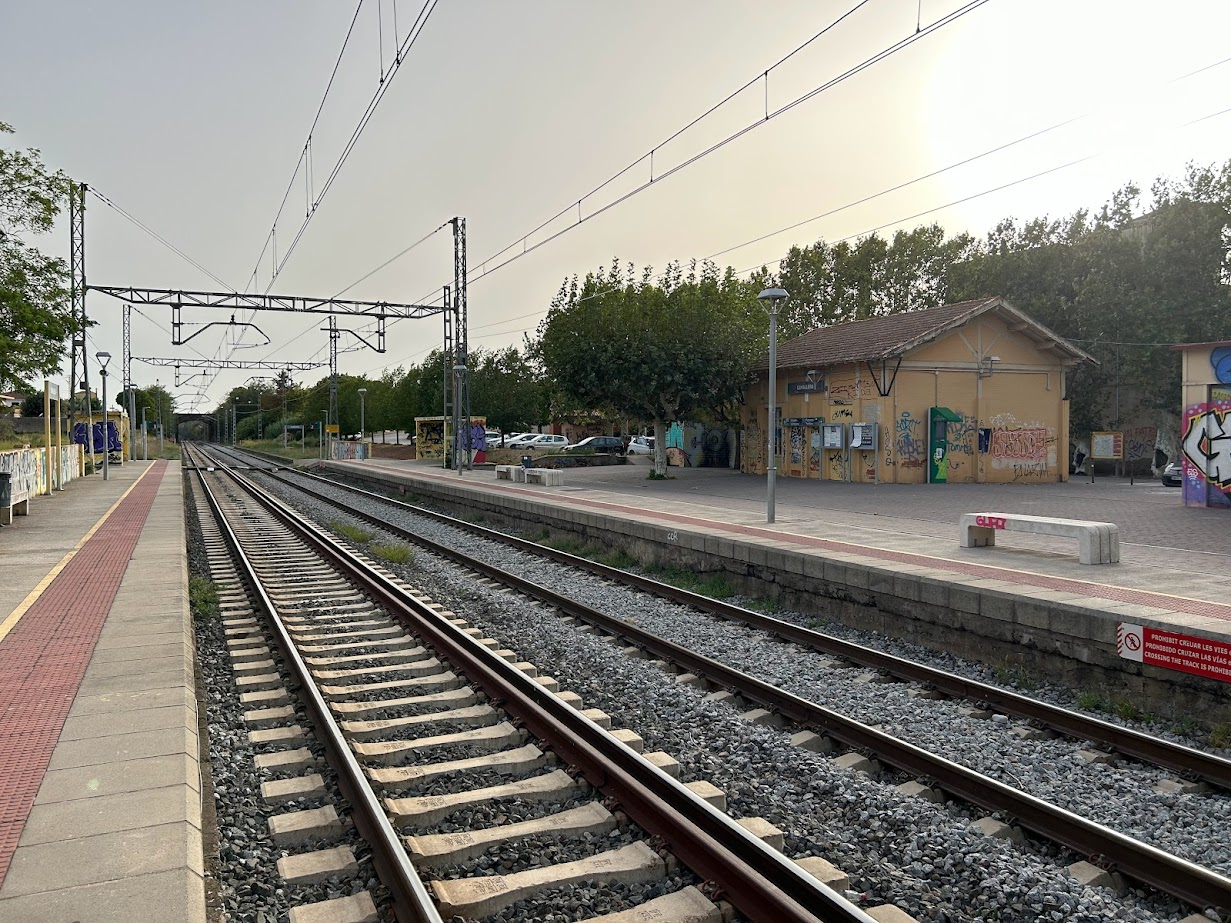
Dreischienengleis beim Haltepunkt Camallera